# Řád zlatého srdce (Filipíny)
Řád zlatého srdce (filipínsky: Orden ng Gintong Puso) je státní vyznamenání Filipínské republiky. Založen byl roku 1954 jako Prezidentská cena zlatého srdce. Je udílen občanům Filipín i cizím státním příslušníkům za jejich služby či finanční a materiální pomoc a za pomoc při zlepšování životních podmínek filipínského národa.

## Historie
Vyznamenání bylo založeno Executive Order č. 40-A ze dne 21. června 1954 jako Prezidentská cena zlatého srdce. Ta byla Executive Order č. 236 ze dne 19. září 2003 přejmenována na Řád zlatého srdce.

## Pravidla udílení
Řád je udílen úředníkům Filipínské republiky nebo cizím státním příslušníkům, kteří Filipínám poskytli vynikající služby nebo významnou finanční či materiální pomoc, podpořili kampaň ke zlepšení a zdokonalení morálních, sociálních a ekonomických podmínek filipínského národa a také za dobrovolnickou činnost ve službě filipínskému národu.

## Insignie
Řádový odznak má tvar zeleně smaltovaného maltézského kříže s oválným zlatým medailonem uprostřed. V medailonu jsou vyobrazeny ruce které se otevírají k zářícímu srdci. Pod výjevem je citát z knihy Jeremjáše 31:20 MANUM TUAM APERVIT INOPE (otevírá ruku chudým). Mezi rameny kříže jsou tři palmové listy. Na zadní straně je nápis THE • GOLDEN HEART • PRESIDENTIAL AWARD a prezidentská pečeť. Odznaky vyrobeny jsou ze zlaceného bronzu.
Řádová hvězda má stejný tvar jako odznak pouze je větší.
Do roku 2005 byla stuha v případě pánů tvořena třemi stejně širokými pruhy v barvě modré, bílé a červené. Ženy jej v případě I. třídy nosily na řádovém řetězu, v případě II. třídy na široké stuze barvou odpovídající pánské verzi spadající z ramene na protilehlý bok a v ostatních třídách jej připínaly bez stuhy . Od roku 2005 je pro pány i dámy barva stuhy červená.
Původní design ocenění navrhl Gilbert Perez. Autorem upravené verze je Galo Ocampo.

## Třídy
Řád je udílen v šesti třídách:
- velký řetěz (Maringal na Kuwintas, GCGH) – Tato třída je udílena současným i bývalým hlavám států a vlád.
- velkokříž (Maringal na Krus, GCrGH) – Tato třída je udílena korunním princům, viceprezidentům, předsedům senátu, předsedům parlamentu, nejvyšším soudců a lidem obdobného postavení, ministrům zahraničních věcí a dalším osobám stejného či podobného postavení.
- velkodůstojník (Maringal na Pinumo, GOGH) – Tato třída je udílena chargé d'affaires, poradcům ministrů, generálním konzulům, výkonným ředitelům a dalším osobám stejného či podobného postavení.
- komandér (Komandante, CGH)
- důstojník (Pinuno, OGH)
- člen (Kagawad, MGH)

| Řádové stuhy do roku 2005 | Řádové stuhy do roku 2005 | Řádové stuhy do roku 2005 | Řádové stuhy do roku 2005 | Řádové stuhy do roku 2005 | Řádové stuhy do roku 2005 |
| ------------------------- | ------------------------- | ------------------------- | ------------------------- | ------------------------- | ------------------------- |
| řetěz                     | velkokříž                 | velkodůstojník            | komandér                  | důstojník                 | člen                      |
| Řádové stuhy od roku 2005 |                           |                           |                           |                           |                           |
| řetěz                     | velkokříž                 | velkodůstojník            | komandér                  | důstojník                 | člen                      |

## Významní nositelé
Thajská královna Sirikit obdržela v roce 1963 Prezidentskou cenu zlatého srdce. V roce 2007 obdržela Letizia Španělská řád ve třídě velkokříže podobně jako španělská královna Sofie Řecká, která byla vyznamenána řádem ve třídě řetězu. V roce 2008 obdržel americký senátor za stát Havaj Daniel Akaka řád ve třídě velkokříže. 